# Bofors 57 mm Mk. 110
Il cannone Bofors Mk 110 è un'arma duale da 57 mm basata sul modello Bofors 57 Mk III costruito dalla BAE Systems.

## Caratteristiche
Il cannone Mk 110 ha una cadenza di tiro fino a 240 colpi al minuto ed una gittata di nove miglia.
Il cannone è costruito con tecnologia stealth  per ridurre la traccia radar della nave e addirittura vi è una copertura come sulle corvette svedesi Visby a bordo delle quali il cannone, nella versione Mk III, ha la possibilità di venire retratto per aumentare le capacità stealth della nave.
Il cannone costituisce l'armamento di alcune unità della US Coast Guard, di numerose unità litoranee, pattugliatori ed anche unità di maggiore dislocamento quali le già citate corvette svedesi della classe Visby ed è stato scelto recentemente come CIWS dalla US Navy, quale successore del Vulcan Phalanx sulla futura classe di cacciatorpediniere lanciamissili Zumwalt.